# Биюк Джами (Феодосия)
Бию́к Джами (крымскотат. Büyük Cami, Буюк Джами), Сулейман-хан-джами или мечеть султана Селима (крымскотат. Sultan Selim camisi, Султан Селим джамиси) — ныне утраченная главная соборная пятничная мечеть города Кефе (Феодосия) в Крыму. Была построена по указанию будущего султана Сулеймана I Великолепного, в то время занимавшего пост санджакбея Кефе, на месте более раннего католического храма Св. Агнессы и с использованием материалов, из которых он был построен. Строительство было завершено к 1520 или 1522 году. Не исключается, что авторство проекта принадлежит османскому зодчему Мимару Синану.
После завоевания Крымского ханства Российской империей начался исход мусульманского населения Феодосии, и новыми властями было принято решение перестроить мечеть в христианский храм. По различным причинам работы затянулись. Мечеть была разобрана в 1834 году. На её месте 1873 году был возведён Александро-Невский собор, который, в свою очередь, был снесён в 1933 году.

## История

### Время сооружения. Автор. Название

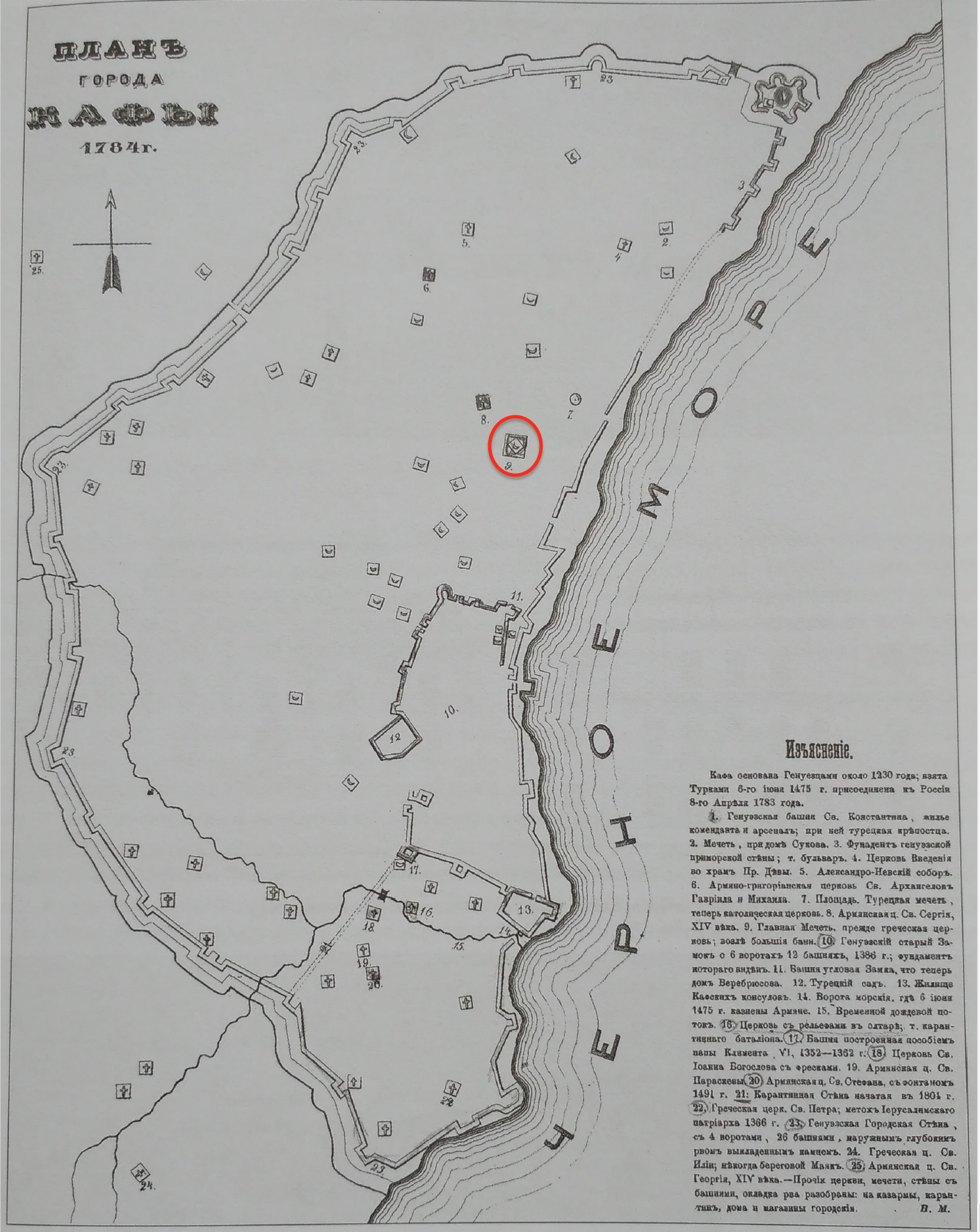
Мечеть на плане города Кафы 1784 года. Опубликовано Н. Н. Мурзакевичем

Считается, что мечеть Шехзаде Сулейман-хан-джами была заложена по указанию Сулеймана I до 1512 года (именно до 1512 года шехзаде Сулейман занимал пост санджакбея Кефе) и завершена в 1520/22 году. Она располагалась за пределами Генуэзской крепости, но внутри наружных крепостных стен города в 100 метрах северо-восточнее армянской церкви Сурб Саркис и неподалёку от Большого базара (территория современного Матросского сада). Построена она была на месте католического храма Св. Агнессы и с включением его остатков. Также при строительстве мечети были использованы материалы (колонны, резные плиты) из ещё более ранних византийских храмов, находившихся на этом месте. Автор проекта мечети неизвестен. Не назвал его и посетивший Кефе в 1667 году османский путешественник Эвлия Челеби, в то время как про мечеть Джума-Джами в Гезлёве (Евпатория) он отмечал, что она построена Мимаром Синаном.
Известно, что XVI век в османской архитектуре был периодом расцвета строительства кюллие — комплекса зданий, включающего мечеть, хаммам, имарет, хан (постоялый двор), базар, мектеб, больницу. Кюллие проектировался одновременно с мечетью и, как правило, тем же архитектором. Поскольку хаммам, построенный рядом с мечетью, числится в списке работ Синана, советский архитектор и реставратор Б. Н. Засыпкин высказал предположение, что мечеть, как и бани, также является произведением Мимара Синана. Этого же мнения придерживались тюркологи Григорьев А. П.  и С. Г. Бочаров. По более осторожному мнению С. М. Червонной, купольная мечеть XVI века в Кафе связана с творчеством Синана. Вместе с тем, археолог и историк архитектуры Анатолий Якобсон писал, что «ханская мечеть в Гёзлеве была единственным крупным произведением столичного турецкого зодчества на почве Крыма». Крымовед О. Гайворонский высказывал сомнение в авторстве Синана, полагая, что «если кефинская мечеть действительно была выстроена в 1522 году, то Ходжа Синан мог и не быть её автором: ведь Сулейман, взошедший на престол в 1520 году, назначил его своим придворным архитектором лишь в 1538 году».
За долгие годы существования мечеть сменила несколько названий. Эвлия Челеби называл мечеть лишь именем Сулеймана, однако на планах города конца XVIII века мечеть уже носит имя Селима. Название мечети в честь султана Селима, по предположению А. П. Григорьева, дано мечети по ошибке. В обиходе она часто называлась просто Биюк Джами (Большая мечеть), именно такое название записал П. С. Паллас.

### Ветшание мечети
| - Изображения Биюк Джами с двумя минаретами - М. М. Иванов. 1783 - Из коллекции Ричарда Уэрсли. 1786 - Гейслер. 1794 |

Граф Сегюр, который посетил Феодосию в свите Екатерины II в ходе её вояжа 1787 года, насчитал в Феодосии всего 2000 жителей, причиной чего, по его мнению, был штурм и разрушение города русскими войсками под командованием В. М. Долгорукова-Крымского. Мусульманское население города, переименованного в Феодосию, сильно сократилось, мечети остались без прихожан и ветшали. После завоевания Россией Крыма в Кафе (Феодосии) побывало большое количество путешественников, военных, живописцев. Оставленные ими описания и рисунки мусульманских памятников, впоследствии зачастую либо разрушенных, либо перестроенных до неузнаваемости, позволяют реконструировать их облик в тот или иной период времени. Мечеть Биюк Джами медленно разрушалась, но до 1794/97 года ещё стояли оба минарета. В этот период она попала на несколько панорамных изображений города. М. М. Иванов (штатный рисовальщик при князе Г. А. Потёмкине) запечатлел Кафу в 1783 году, а через три года, в 1786 году, Феодосию посетил Ричард Уэрсли, который позже нарисовал панораму города. Рисунок Уэрсли во многом повторяет рисунки М.Иванова, показывая город от генуэзской «башни святого Константина», хотя детали лучше проработаны. Вероятно, в распоряжении Уэрсли была копия картины М.Иванова. Путешествовавший с П. С. Палласом в 1794 году К. Гейслер изобразил Феодосию, отметив в подписи «большую мечеть с турецкой баней вблизи». По словам Палласа, два минарета ещё стояли, когда он поручил Гейслеру нарисовать панораму города.
К 1798 году, когда таврический губернский архитектор Вильям Гесте (Хейсти, Эсти) выполнил чертежи мечети, остался лишь один минарет. Согласно отчётам Е. Е. Кёлера (написанным в 1821 году) минареты были сломаны между 1793 и 1796 годами. Однако и после 1796 года со стоящим одним минаретом Биюк Джами видели в 1799 году П. И. Сумароков, в 1802 году Е. М. Корнеев (посетивший Крым в составе секретной экспедиции вместе с Г.-М. Спренгтпортеном, М. Ф. Ставицким, А. Х. Бенкендорфом), в 1803 году А. де Палдо (иллюстрировавший «Досуги крымского судьи» П. И. Сумарокова) и И. А. Иванов (сопровождавший Н. А. Львова). На картине 1824 года К. фон Кюгельгена (посетившего Феодосию в 1804 году в экспедиции Е. Е. Кёлера) Биюк Джами изображена уже без минаретов.
| - Изображения Биюк Джами с одним минаретом и без них - Уильям Хейсти. 1798 - Неизвестный автор. Конец XVIII - начало XIX веков - И.А.Иванов. 1803 - Е. М. Корнеев. 1805 или Афанасий де Палдо. 1803 - К. фон Кюгельген, 1824 - И. К. Айвазовский, 1883 |

К XVIII веку была заложена колоннада, оформлявшая аркадой первоначальный фасад мечети; когда это произошло, неизвестно. Шесть колонн описаны Эвлией Челеби в 1665 году, но к 1783 году, когда Крым перешёл под власть Российской империи, их уже не было.
В 1883 году И. К. Айвазовский, уроженец Феодосии, к столетию присоединения Крыма написал полотно «Прибытие Екатерины II в Феодосию». При этом панорама Феодосии (и Биюк Джами) изображена такой, какой художник помнил в детстве (когда у Биюк Джами стоял один минарет), тогда как во время посещения Екатериной Феодосии в 1887 году их ещё было два.

### Переустройство мечети и разрушение

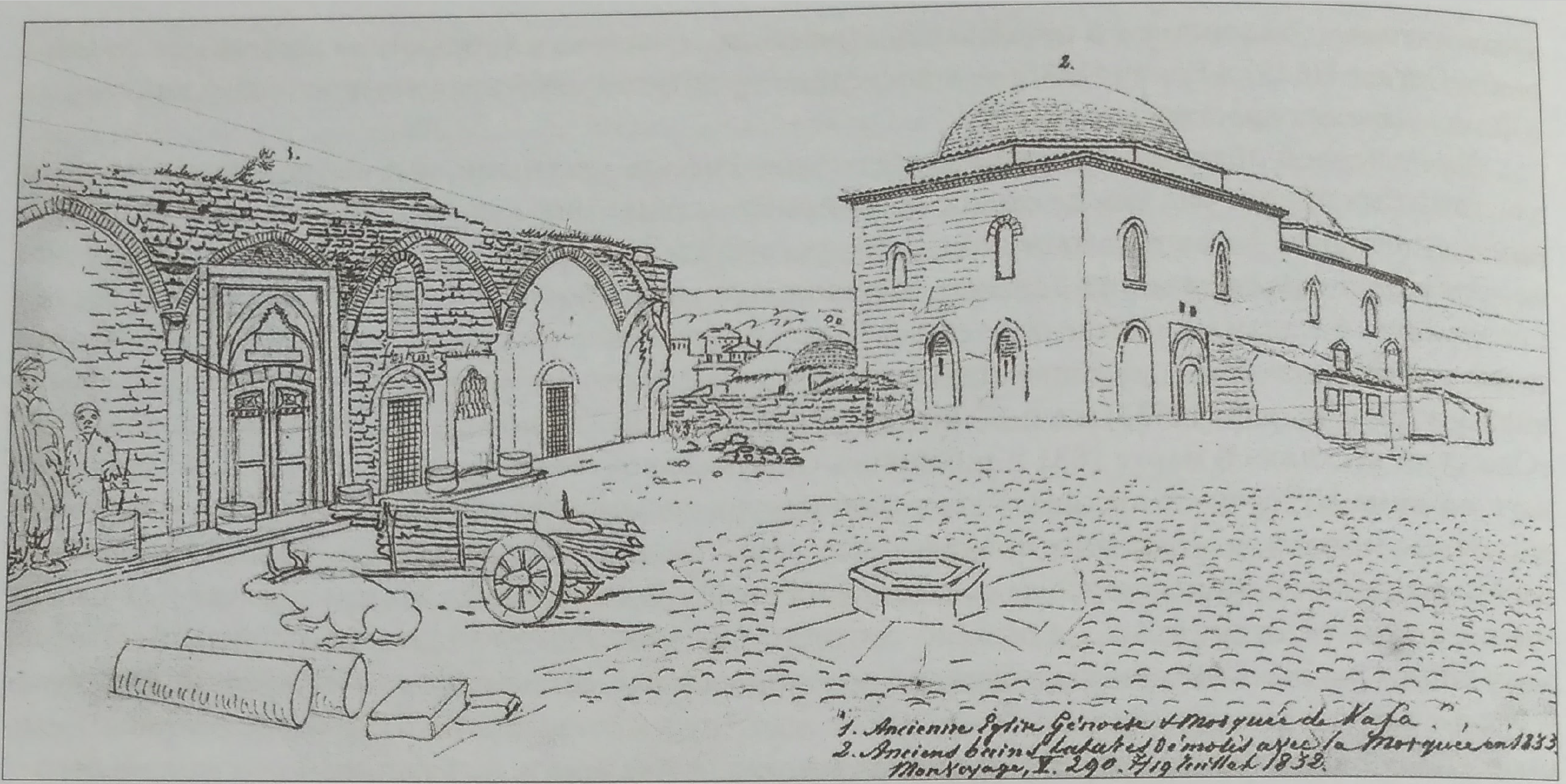
Мечеть и бани в Кафе. Зарисовка в путевом альбоме Дюбуа де Монпере

По словам французского путешественника и археолога Дюбуа де Монпере, побывавшего в Феодосии в 1833 году, превращать самые красивые мечети завоёванных городов в православные церкви было в традициях российской власти. После того, как Александр I принял решение устроить на месте Биюк Джами «Соборную Церковь» во имя князя Александра Невского с приделами Николая Чудотворца и Феодосия Печерского, был подготовлен и принят проект работ. В реконструируемом здании даже начались богослужения в одном из приделов, продолжавшиеся с 1808 по 1811 годы. Одновременно при градоначальнике С. М. Броневском начались и работы по перестройке здания. Сперва удалили свинцовое покрытие кровли, которое, как писал Дюбуа, было продано «неизвестно в чью пользу». Затем правительство выделило сумму в 40000 рублей, и начались работы по демонтажу некоторых из боковых маленьких куполов, вместо которых планировалось возвести модные портики с дорическими колоннами. Однако из-за ошибок исполнителей не были использованы конструктивные особенности здания, вследствие чего входной вестибюль и своды оказались полностью разрушены, вход был заменён портиком и лишён, по мнению Э. Паскаля, своего «изящества и всякой соразмерности». Впрочем, перестройка была неудачной не только по мнению Э. Паскаля — все современники единодушно высказывали аналогичные отзывы. В 1815 году «огромная турецкая мечеть» была в состоянии «вполовину разобранной», как писал Броневский В. Б. после осмотра города. Он отметил, что она была когда-то греческой церковью и снова «обращается в соборную церковь». После того, как купола снесли, а средства бесследно пропали, правительство денег больше не выделяло. В течение многих лет здание представляло собой «картину настоящих руин». Окончательно разобрано здание бывшей мечети было в 1833/34 году. Дюбуа де Монпере считал, что это случилось по вине нового феодосийского градоначальника А. И. Казначеева, охарактеризованного французом как человека «глубоко невежественного в отношении прекрасного», которому вид мечети «оскорблял зрение». Градоначальнику якобы пришло в голову, что в центре города недостаточно пространства для маневрирования армии, и он решил увеличить это пространство за счёт сноса и мечети, и бань. Графу М. С. Воронцову, крымскому генерал-губернатору, он обосновал этот проект тем, что здания находятся в угрожающем состоянии. Граф положился на доклад градоначальника и отдал приказ уничтожить здания, что Казначеев немедленно принялся выполнять. Население Феодосии послало представителя к графу, умоляя его остановить хотя бы разрушение хаммама, и сообщая, что здания крепкие. Граф послал чиновника для выяснения обстоятельств дела, но к тому времени градоначальник уже успел разрушить мечеть и бани до основания. 

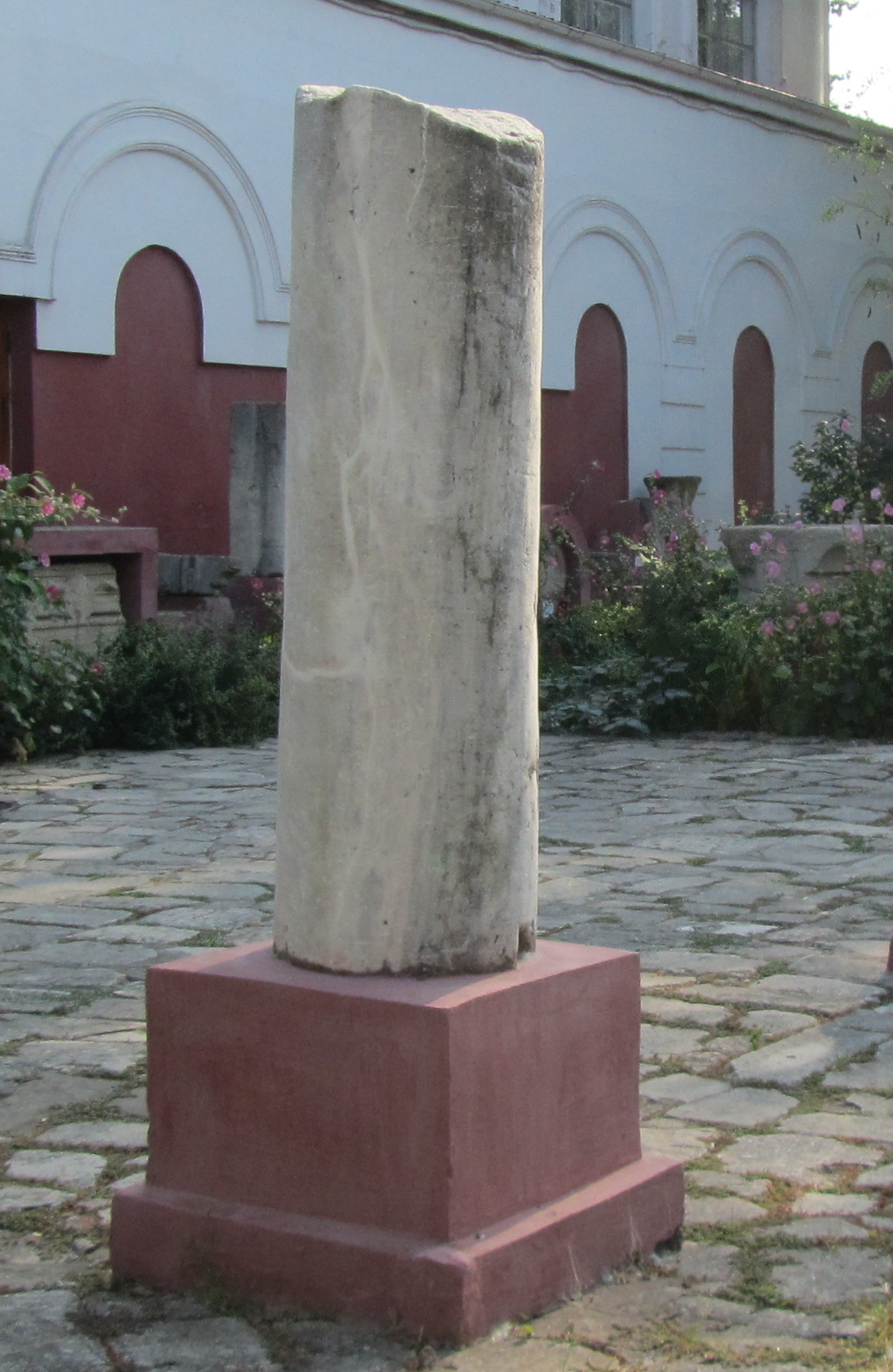
Колонна с надписью из мечети

Во время разборки стен и фундамента были обнаружены фрагменты византийской пластики: колонна с греческой надгробной надписью, рельеф с изображением святого Николая Чудотворца с Евангелием . Рельеф должен был быть помещён в алтаре Александро-Невского собора, который в итоге был построен на месте мечети лишь в 1871—1873 годах (в 1933 году разрушен), а колонна с надписью попала в Феодосийский музей. Согласно П. И. Сумарокову, на колонне была высечена надпись: «Здесь лежит раб божий, преставившийся мая 13 дня в пятницу, в 4 часа по полудню, в лето по Адаму STKZ, то есть, в 6327 году». Речь идёт о 818—819 годах. Эту колонну с надписью, «которая, вероятно, некогда была в христианском храме, а оттуда была перенесена в главную феодосийскую мечеть (недавно сломанную)», в 1836 году в музее видел и описал историк Н. Н. Мурзакевич. Согласно современному антиковеду А. Ю. Виноградову, редкая датировка «от Адама» характерна для боспорской традиции конца VIII — начала X веков. По его предположению, колонна проконесского мрамора была привезена из ранневизантийской базилики в Керчи, и она из того же комплекта (соответствует высота, диаметр и сорт мрамора), что и колонны храма св. Иоанна Предтечи в Керчи.
В 2003 и 2009 годах Духовное управление мусульман Крыма выступало с инициативой восстановления мечети, однако она не получила одобрения Комиссии при Совете министров Крыма по вопросам возвращения имущества религиозным организациям и восстановления их прав.

## Архитектура
Чертежи главной мечети 
города Кефы. 
 Уильям Хейсти. 
1798 год
По свидетельству Эвлии Челеби (1667 год), оставившего первое описание мечети, все купола были покрыты свинцом с обеих сторон, размеры здания путешественник оценил как 150 аяков (мера длины, равная примерно 38 см) на 100 аяков. С двух сторон мечети были двери. По словам Эвлии, «мечеть очень просторная, занимает десять тысяч шагов. Её минарет, минбар и михраб построены в старой форме».
Академик Пётр Симон Паллас, видевший здание мечети в 1793—1794 годах, через десять лет после присоединения Крыма к Российской империи, писал, что мечеть «порядочно сохранилась». Размер её он оценил как семнадцать саженей на четырнадцать саженей. По его же оценке, основной купол имел более девяти саженей в поперечнике. Кроме главного купола он насчитал ещё 11 маленьких. Свидетельство Палласа важно тем, что он видел мечеть в то время, когда ещё были целы оба минарета, которые он смог описать. По его словам, они были «вышиной в шестнадцать саженей с витой лестницей до самого верха». Через несколько лет, в 1799 году, Феодосию посетил П. И. Сумароков, который также оставил её описание, отметив один минарет, 10 куполов, преддверие мечети с колоннами. Сумароков предположил, что «колонны, как думать надобно, взяты в сию мечеть из какой-нибудь греческой церкви; чему служит доказательством высеченная на одном столпе греко-эллинская надгробная надпись». Про размер мечети он высказал мнение, что она огромная, «обширностию более Московского Успенского Собора», а о сохранности её написал: «Весьма хорошее строение», хотя свинцовое покрытие было цело лишь на главном куполе.
В 1798 году таврический губернский архитектор Вильям Гесте выполнил чертежи двух фасадов и плана мечети, причём главный фасад — в двух видах: существовавший на тот момент фасад с заложенной аркадой и предположительный оригинальный вид. Эти чертежи подтверждают, что предполагалось или рассматривалось восстановление здания. Они являются основным источником по архитектуре храма, хотя были опубликованы лишь в 1872 году в Записках Одесского общества истории и древностей. Согласно чертежам, строение имело прямоугольный план и делилось на две части: мечеть (размером 36 х 22 м) и двор (размером 36 х 13 м), часть которого занимала галерея (36 х 7 м). На внутренний ряд несущих стен опирался двухъярусный восьмигранный, а выше шестнадцатигранный барабан, несущий полусферический главный купол внушительных для мечетей Крыма размеров. Крыша имела характерную свинцовую кровлю. По главному и боковым фасадам основной купол окружали 11 малых куполов. Три нефа мечети разделялись арочными проходами, из боковых нефов имелись входы на лестницы минаретов. Главный фасад был изначально оформлен колоннадой с пятью стрельчатыми арками, он выходил в относительно небольшой внутренний дворик, стены которого высотой в стену мечети были оформлены в стиле фасада. Мечеть имела 2 восьмигранных минарета на квадратных основаниях.
Предположительный 
интерьер Биюк Джами

## Оценки
Красотой и величием архитектуры мечети Шехзаде Сулейман-хана восхищались известные путешественники и исследователи. Турецкий путешественник Эвлия Челеби в своей «Книге путешествий» писал о ней, что «это полная света мечеть». П. С. Паллас отмечал, что мечеть «большая, построенная с благородной простотой, прекрасная». Дюбуа де Монпере (1834 год) писал, что «это был самый красивый памятник Феодосии, который украшал главную площадь». В докладе для Академии Наук в 1821 году Е. Е. Кёлер назвал мечеть «огромной и великолепной» с «прекрасными и весьма высокими минаретами». По словам Э.Паскаля (1821 год), «мечеть была самой большой во всем Крыму и поэтому ничего не жалели для её сооружения», он назвал мечеть «великолепным памятником». Д. В. Нарышкин в 1827 году составил «Записку о древностях Таврической губернии», где назвал большую мечеть «самой обширнейшей и великолепнейшей». Однако не всем путешественникам мечеть нравилась. Например, Франсиско де Миранда, видевший мечеть в 1787 году, писал, что она «является далёкой от совершенства имитацией наиболее крупных мечетей Константинополя». Пропорции другой мечети произвели на него «более благоприятное впечатление по сравнению с предыдущей».